# Johann Conrad Wirz
Johann Conrad Wirz (* 6. Januar 1688 in Zürich; † 3. April 1769 ebenda) war ein Zürcher Antistes.

## Leben

### Familie
Johann Conrad Wirz war der Sohn von Johann Jakob Wirz (* 1651 in Zürich; † 30. Januar 1719), Messerschmied und Stadtläufer, und dessen Ehefrau Catharina (* 1655; † Dezember 1729), Tochter von Hans Conrad Keller vom Steinbock (1611–1681), Pfarrer in Bonstetten; er hatte noch vier weitere Geschwister.
Er war mit Emerentiana (* 1696 in Zürich; † 1784 ebenda), Tochter von Heinrich Nüscheler (1669–1741), verheiratet; gemeinsam hatten sie dreizehn Kinder. Zu seinen Schwiegersöhnen gehörte unter anderem Hans Jakob Nägeli, der mit Emerentiana Wirz (* 1734; † 27. Mai 1810) verheiratet war.

### Werdegang
Johann Conrad Wirz besuchte seit 1695 die Lateinschule am Grossmünster; 1699 kam er an das Collegium Alumnorum, einem Alumnat am Zuchthof beim Fraumünster in Zürich, das noch während seiner Schulzeit von Gotthard Heidegger geleitet wurde. Zu seinen Lehrern am Collegium Humanitas, das er darauf besuchte, gehörten unter anderem Gotthard Heidegger; mit seinem ehemaligen Lehrer und späteren Zürcher Bürgermeister, Johann Jacob Leu, verband ihn eine lebenslange Freundschaft. 1707 beendete er seine Studien mit seiner Disputation De veritate secundum pietatem und wurde 1708 ordiniert.
Von 1708 bis 1711 war er als Hauslehrer in Emmerich am Niederrhein tätig und absolvierte von 1711 bis 1712 zusätzliche Studien an der Universität Utrecht; dort promovierte er mit seiner Dissertation de Consilio Pacis, ad Zach VI. 13 auch zum Dr. theol., worauf er bis 1713 als Privatlehrer und Prediger in Zürich tätig war.
1713 wurde er zum Pfarrer von Wollishofen ernannt, war ab 1718 Diakon an der Kirche St. Peter in Zürich und von 1729 Archidiakon und Chorherr am Grossmünster, bevor er 1731 Stellvertreter des Antistes Johann Ludwig Nüscheler wurde, der 1731 einen Schlaganfall erlitten hatte und sein Amt nicht mehr ausüben konnte.
Nach dem Tod von Johann Ludwig Nüscheler stand er von 1737 bis 1769 als Antistes der Kirche und Schule von Zürich vor; sein Nachfolger als Antistes war Johann Rudolf Ulrich.

### Geistliches und berufliches Wirken
Johann Conrad Wirz leitete den Umschwung von der Orthodoxie zur "vernünftigen Orthodoxie", eine Gegenbewegung zum religions- und kirchenkritischen Deismus, die für die Verbindung von Dogma und Ethos, Glaube und Leben, Vernunft und Offenbarung eintrat, sowie zur Aufklärung ein, er förderte auch den Kirchengesang und erarbeitete eine neue Kirchenordnung, die nach seinem Tod eingeführt wurde.
Er veröffentlichte neben Predigten und lateinischen Abhandlungen zahlreiche Werke wie die vierbändige Heilige Bibel-Übung, Die Erkenntnis Gottes und Gehaltene Synodal-Reden.

## Schriften (Auswahl)
- Diatribe Theologica De Veritate Secundum Pietatem. Zürich 1707.
- Johann Conrad Wirz; Johann Heinrich Otth; Johann Jakob Hottinger: De religione in genere: in specie de verae characteribus. Zürich, 1714.
- Heilige Bibel-Übung, Oder Deutliche und gründliche in Fragen und Antworten abgefassete Erklärung und Zueignung Des Evangeliums St. Lucae, In welcher jedes Stück dieses Heil. Schreibers begriffentlich erläutert, und zur Gottseligkeit zu Nutz gemachet wird. Zürich 1736–1760.
- Die Erkenntniss Gottes: aus den Werken der Erschaffung insgemein, und insonderheit nach den vier Jahrs-Zeiten, in unterschiedlichen Betrachtungen vorgestellet. Zürich 1758.
- Der erniedrigte Jesus: in unterschiedlichen Heiligen Reden vorgestellet. Zürich : Orell und Companie, 1760.
- Gehaltene Synodal-Reden. 1772–1775.